# Kayane
Marie-Laure Norindr (París, 17 de junio de 1991), también conocida como Kayane ( /ˈkaɪəneɪ/), es una jugadora de deportes electrónicos y periodista francesa. Se especializa en juegos de lucha, en particular en las series Dead or Alive, Soulcalibur y Street Fighter, y empezó a jugar de forma competitiva en 2001.

## Trayectoria

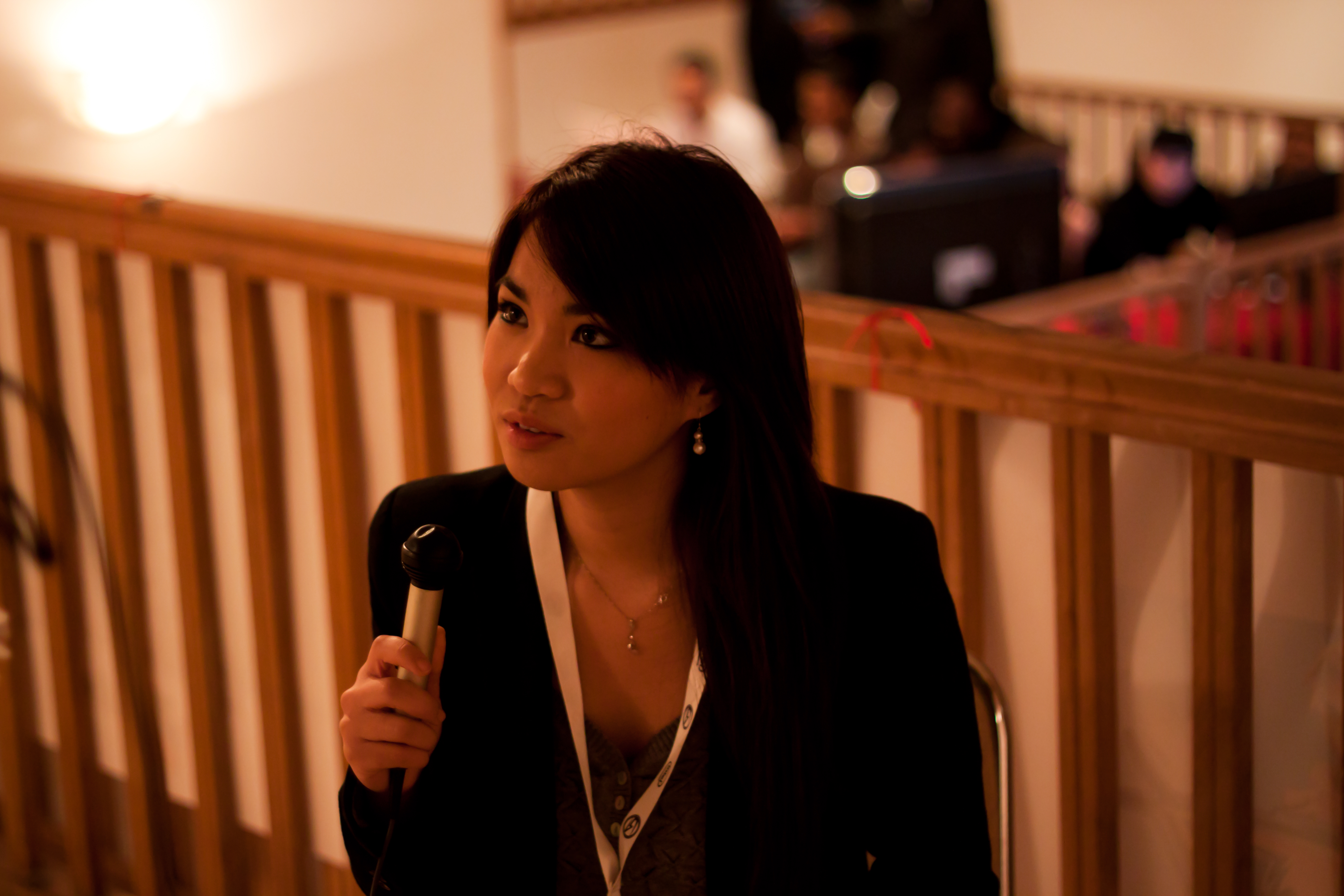
Kayane en Bushido Internacional 2010

Marie-Laure Norindr nació el 17 de junio de 1991 en París y se crio en el barrio de Argenteuil. Es de ascendencia laosiana y vietnamita y su apodo Kayane proviene de la conjunción de los nombres de los personajes de Dead or Alive, Kasumi y Ayane.
Kayane ha jugado videojuegos desde su infancia, interesada en una variedad de géneros. En 2001, ganó el segundo lugar en el subcampeonato de Francia en Dead or Alive 2 a la edad de nueve años; fue el primer torneo en el que participó. Desde entonces, ha competido en decenas de competiciones de juegos en Francia y en el resto del mundo, superando las 80 en 2012, y ganando muchas de ellas. Su récord en la Major League Gaming incluye el segundo lugar en Soulcalibur V de 2012. Ha sido miembro del equipo de juegos profesionales Mad Catz y estuvo patrocinada por eLive.pro. En 2014, Kayane se convirtió en la primera jugadora de esports francesa en ser patrocinada por Red Bull.
Kayane ha coorganizado varios eventos de juegos (incluidos eventos benéficos y eventos "Kayane Session"), se convirtió en la embajadora de la marca para el evento de lanzamiento y la campaña publicitaria de Soulcalibur V en Francia y trabajó como escritora y periodista de deportes electrónicos. En octubre de 2013, se convirtió en copresentadora del programa de televisión Game One e-Sports en el canal de televisión francés Game One. En 2012 comenzó a estudiar negocios. En 2020, comenzó una serie de torneos franceses Soulcalibur VI titulados Kayane Cup. En abril de 2021, fue coanfitriona del evento WePlay eSports Ultimate Fighting League Soulcalibur VI, una invitación de alto perfil celebrada en Kiev.

## Reconocimientos
En 2009, Namco creó un tributo de IA llamado "Kayane" para el personaje Xianghua, el personaje Soulcalibur favorito de Kayane, en Soulcalibur: Broken Destiny, imitando el estilo de juego de Kayane. En 2011, Guinness World Records estableció que Kayane era la participante femenina más exitosa en torneos de juegos de lucha, especialmente en los juegos Soulcalibur.
En 2012, Kayane entró en el Libro Guinness de los Récords en las categorías "Primera Campeona Mundial Femenina de Super Street Fighter IV " (EVO 2010, jugando como Chun-Li, considerada por Kayane como un modelo personal a seguir) y "La mayor ganadora de puestos en el podio en un torneo de juegos de lucha para una mujer (2001-2011)". Según Guinness, hasta 2011 estuvo entre las tres primeras en 42 torneos de juegos de lucha. Guinness World Records Gamer's Edition también le otorgó el título de "Jugadora de SoulCalibur femenina más exitosa" por sus 48 podios en la serie Soulcalibur entre 2002 y 2012.
Un personaje llamado "Kayane" apareció en Soulcalibur V de 2012. En 2012, Forbes llamó a Kayane "la competidora de juegos de lucha femenina más exitosa del siglo XXI", y la revista francesa Le Point la llamó la "reina de las luchadoras". En 2013, Complex incluyó sus llaves venciendo a los miembros de la audiencia sin mirar la pantalla como una de  las"actuaciones más increíbles en los videojuegos.